# Copestylum rufitarse
Copestylum rufitarse är en tvåvingeart som beskrevs av Thompson 1976. Copestylum rufitarse ingår i släktet Copestylum och familjen blomflugor. Inga underarter finns listade i Catalogue of Life.